# وترن، استان پازارجیک
وترن شهری در استان پازارجیک کشور بلغارستان است که جمعیت آن در سال ۲۰۰۱ میلادی ۳٬۵۵۴ نفر بوده‌است.